# ليون بوي
ليون بوي (بالإنجليزية: Leon Powe)‏ مواليد 22 يناير 1984 في أوكلاند، هو لاعب كرة سلة أمريكي سابق بدأ مسيرته الاحترافية في سنة 2006 حيث تم اختياره من قبل فريق دنفر ناغتس خلال الدرافت وحمل الرقم 0 و44 و7. يبلغ طوله 6 قدم 8 بوصة (2.0 م). اعتزل اللعب في 2012.

## فرق لعب لها
- بوسطن سيلتكس
- كليفلاند كافالييرز
- ميمفيس غريزليس

## إحصائيات المسيرة
| † | يشير إلى المواسم التي فاز فيها بالبطولة |

### الموسم الاعتيادي
| السنة    | الفريق             | لعب | بدأ | دقيقة | ميداني% | ثلاثية | حرة  | ارتداد | صنع | استلاب | تصدي | نقطة |
| -------- | ------------------ | --- | --- | ----- | ------- | ------ | ---- | ------ | --- | ------ | ---- | ---- |
| 2006–07  | بوسطن سيلتكس       | 63  | 2   | 11.4  | .446    | .000   | .736 | 3.4    | .2  | .2     | .3   | 4.2  |
| 2007–08† | بوسطن سيلتكس       | 56  | 5   | 14.4  | .572    | .000   | .710 | 4.1    | .3  | .3     | .3   | 7.9  |
| 2008–09  | بوسطن سيلتكس       | 70  | 7   | 17.5  | .524    | .000   | .689 | 4.9    | .7  | .3     | .5   | 7.7  |
| 2009–10  | كليفلاند كافالييرز | 20  | 2   | 11.8  | .429    | .000   | .587 | 3.0    | .0  | .3     | .1   | 4.0  |
| 2010–11  | كليفلاند كافالييرز | 14  | 3   | 13.4  | .492    | .000   | .462 | 2.7    | .1  | .5     | .2   | 5.0  |
| 2010–11  | ميمفيس غريزليس     | 16  | 0   | 8.8   | .500    | .000   | .609 | 1.6    | .3  | .2     | .1   | 5.5  |
| المسيرة  |                    | 239 | 19  | 13.9  | .515    | .000   | .682 | 3.8    | .3  | .3     | .3   | 6.2  |

### التصفيات
| السنة   | الفريق             | لعب | بدأ | دقيقة | ميداني% | ثلاثية | حرة  | ارتداد | صنع | استلاب | تصدي | نقطة |
| ------- | ------------------ | --- | --- | ----- | ------- | ------ | ---- | ------ | --- | ------ | ---- | ---- |
| 2008†   | بوسطن سيلتكس       | 23  | 1   | 11.7  | .493    | .000   | .667 | 2.7    | .2  | .0     | .1   | 5.0  |
| 2009    | بوسطن سيلتكس       | 2   | 0   | 12.0  | .429    | .000   | .667 | 4.5    | .0  | .0     | .0   | 5.0  |
| 2010    | كليفلاند كافالييرز | 3   | 0   | 3.0   | .250    | .000   | .750 | .7     | .0  | .0     | .0   | 1.7  |
| 2011    | ميمفيس غريزليس     | 4   | 0   | 3.5   | .250    | .000   | .750 | 1.0    | .0  | .0     | .0   | 1.8  |
| المسيرة |                    | 32  | 1   | 9.9   | .457    | .000   | .675 | 2.4    | .1  | .0     | .1   | 4.3  |

## روابط خارجية
- ليون بوي على موقع إن بي أي (الإنجليزية)
- ليون بوي على موقع سبورتس رفرنس (الإنجليزية)
- ليون بوي على موقع كرة السلة الأوروبية.كوم (الإنجليزية)
- ليون بوي على موقع كلية كرة السلة في سبورتس رفرنس.كوم (الإنجليزية)
- ليون بوي على موقع ريلجم (الإنجليزية)
- ليون بوي على موقع بروبوليرز (الإنجليزية)